# Superliga polska w piłce ręcznej mężczyzn (2017/2018)
Superliga polska w piłce ręcznej mężczyzn 2017/2018 – 62. edycja najwyższej w hierarchii klasy ligowych rozgrywek piłki ręcznej mężczyzn w Polsce, mająca na celu wyłonienie mistrza Polski na rok 2018, a także drużyn, które uzyskają prawo występu w europejskich pucharach w sezonie 2018/2019. W zmaganiach bierze udział 16 drużyn. W pierwszej turze przyznawania licencji w dniu 28 czerwca 2017 na grę w Superlidze licencję otrzymał m.in. zwycięzca grupy B I Ligi MKS Kalisz. W drugiej turze przyznawania licencji w dniu 12 lipca 2017 licencję otrzymał m.in. zwycięzca grupy A I Ligi Spójnia Gdynia.
Sponsorem tytularnym rozgrywek jest Polskie Górnictwo Naftowe i Gazownictwo, stąd ich marketingowa nazwa brzmi PGNiG Superliga Mężczyzn.
Tytułu mistrza Polski broniło PGE Vive Kielce i wywalczyło go po raz piętnasty, zrównując się w tabeli wszech czasów z zespołem Śląsk Wrocław.
Bieżący sezon był drugim sezonem z trzech, na jakie liga zawodowa została zamknięta i w tym okresie nie będzie spadków do niższej klasy rozgrywek. Możliwe jest po sezonie wykluczenie z rozgrywek zespołu, który nie będzie spełniał wymogów licencyjnych i awans zwycięzcy(zwycięzców) grup z I Ligi pod warunkiem spełniania wymogów licencyjnych.
W bieżącym sezonie nie były prowadzone rozgrywki o Puchar PGNiG Superligi.

## Drużyny
| | Uczestnicy poprzedniej edycji      |    | Data licencji |
| --- | ---------------------------------- | -- | ------------- |
| KCE | PGE Vive Kielce                    | 1  | 07.08.2017    |
| PLO | Orlen Wisła Płock                  | 2  | 28.06.2017    |
| PUL | Azoty-Puławy                       | 3  | 30.06.2017    |
| KWI | MMTS Kwidzyn                       | 4  | 31.07.2017    |
| OPO | Gwardia Opole                      | 5  | 24.07.2017    |
| ZAB | NMC Górnik Zabrze                  | 6  | 12.07.2017    |
| GDA | Wybrzeże Gdańsk                    | 7  | 28.06.2017    |
| GLO | Chrobry Głogów                     | 8  | 28.06.2017    |
| SZC | Pogoń Szczecin                     | 9  | 12.07.2017    |
| LEG | KPR Legionowo                      | 10 | 31.07.2017    |
| MIE | Stal Mielec                        | 11 | 28.06.2017    |
| LUB | Zagłębie Lubin                     | 12 | 28.06.2017    |
| PIO | Piotrkowianin Piotrków Trybunalski | 13 | 28.06.2017    |
| ELB | Meble Wójcik Elbląg                | 14 | 28.06.2017    |
| | Awans z grupy A I ligi 2016/2017   |    |               |
| GDY | Spójnia Gdynia                     | 1  | 12.07.2017    |
| | Awans z grupy B I ligi 2016/2017   |    |               |
| KAL | MKS Kalisz                         | 1  | 28.06.2017    |
| Oznaczenia: - kolumna pierwsza – skróty nazw drużyn wpisane na mapie, - kolumna trzecia – miejsce zajęte przez daną drużynę w poprzednim sezonie. - kolumna czwarta – data uzyskania licencji w danym sezonie rozgrywek. |                                    |    |               |

## System rozgrywek
W rundzie zasadniczej zespoły zostały podzielone na dwie grupy: granatową i pomarańczową. Rozgrywki prowadzone były systemem kołowym w formie mecz-rewanż obejmującym wszystkie drużyny z obydwu grup. Wszystkie mecze musiały zakończyć się wynikiem rozstrzygającym (nie ma remisów). W przypadku braku rozstrzygnięcia w regulaminowym czasie zarządzana była seria rzutów karnych. Bramki zdobyte przez zawodników w rzutach karnych po upływie regulaminowego czasu gry nie liczyły się do indywidualnych statystyk i służyły wyłącznie do ustalenia wyniku spotkania.
W meczach barażowych do rundy finałowej (o „Dziką Kartę”) oraz rundzie finałowej mecze mogą zakończyć się remisem. W przypadku remisu w dwumeczu, po zakończeniu drugiego meczu zarządzana jest seria rzutów karnych.

## Zasady punktacji
Zwycięstwo w regulaminowym czasie: 3 pkt

Zwycięstwo po karnych: 2 pkt

Zwycięstwo z zespołem ze 'swojej' grupy: +1 pkt

Porażka po karnych: 1 pkt

Porażka w regulaminowym czasie: 0 pkt

## Trenerzy
| Lp. | Drużyna                            | Trener                        |
| --- | ---------------------------------- | ----------------------------- |
| 1.  | PGE Vive Kielce                    | Tałant Dujszebajew            |
| 2.  | Orlen Wisła Płock                  | Artur Góral Krzysztof Kisiel  |
| 3.  | Azoty-Puławy                       | Daniel Waszkiewicz            |
| 4.  | MMTS Kwidzyn                       | Maciej Mroczkowski            |
| 5.  | Gwardia Opole                      | Rafał Kuptel                  |
| 6.  | NMC Górnik Zabrze                  | Rastislav Trtik               |
| 7.  | Wybrzeże Gdańsk                    | Marcin Lijewski               |
| 8.  | Chrobry Głogów                     | Jarosław Cieślikowski         |
| 9.  | Pogoń Szczecin                     | Piotr Frelek                  |
| 10. | KPR Legionowo                      | Marcin Smolarczyk             |
| 11. | Stal Mielec                        | Krzysztof Lipka Tomasz Sondej |
| 12. | Zagłębie Lubin                     | Bartłomiej Jaszka             |
| 13. | Piotrkowianin Piotrków Trybunalski | Dmytro Zinczuk                |
| 14. | Meble Wójcik Elbląg                | Jacek Będzikowski             |
| 15. | Spójnia Gdynia                     | Dawid Nilsson Adam Lisiewicz  |
| 16. | MKS Kalisz                         | Paweł Rusek                   |

## Hale
| Miasto               | Klub                               | Hala                                             | Adres                                         | Pojemność | Zdjęcie |
| -------------------- | ---------------------------------- | ------------------------------------------------ | --------------------------------------------- | --------- | ------- |
| Puławy               | Azoty-Puławy                       | Hala sportowa MOSiR                              | ul. Aleja Partyzantów 11 Puławy               | 711       |         |
| Głogów               | Chrobry Głogów                     | Hala widowiskowo-sportowa im. Ryszarda Matuszaka | ul. Wita Stwosza 1 Głogów                     | 2500      |         |
| Opole                | Gwardia Opole                      | Hala Gwardii im. Jerzego Klempela w Opolu        | ul. Kowalska 2 Opole                          | 1000      |         |
| Legionowo            | KPR Legionowo                      | Arena Legionowo                                  | ul.Chrobrego 50b Legionowo                    | 1989      |         |
| Elbląg               | Meble Wójcik Elbląg                | Centrum Sportowo-Biznesowe w Elblągu             | ul. Grunwaldzka 135 Elbląg                    | 2500      |         |
| Kalisz               | MKS Kalisz                         | Arena Kalisz                                     | ul. Prymasa Stefana Wyszyńskiego 22-24 Kalisz | 3164      |         |
| Kwidzyn              | MMTS Kwidzyn                       | Kompleks Widowiskowo-Sportowy KCSiR              | ul. Wiejska 1 Kwidzyn                         | 1504      |         |
| Zabrze               | NMC Górnik Zabrze                  | Hala sportowa Pogoń Zabrze                       | ul. Wolności 406 Zabrze                       | 1000      |         |
| Płock                | Orlen Wisła Płock                  | Orlen Arena                                      | ul. Plac Celebry Papieskiej 1 Płock           | 5492      |         |
| Gdynia               | Spójnia Gdynia                     | Gdynia Arena                                     | ul. Kazimierza Górskiego 8 Gdynia             | 4271      |         |
| Mielec               | Stal Mielec                        | Gimnazjum nr 2 w Mielcu                          | ul. Grunwaldzka 7 Mielec                      | 299       |         |
| Piotrków Trybunalski | Piotrkowianin Piotrków Trybunalski | Hala Relax                                       | al. 3-go Maja 6 B Piotrków Trybunalski        | 800       |         |
| Szczecin             | Pogoń Szczecin                     | Arena Szczecin                                   | ul. Władysława Szafera 3/5/7 Szczecin         | 5403      |         |
| Kielce               | PGE Vive Kielce                    | Hala Legionów                                    | ul. Leszka Drogosza 15 Kielce                 | 4200      |         |
| Gdańsk               | Wybrzeże Gdańsk                    | Hala widowiskowo-sportowa                        | ul. Wiejska 1 Gdańsk                          | 1700      |         |
| Gdańsk Sopot         | Wybrzeże Gdańsk                    | Ergo Arena                                       | pl. Dwóch Miast 1 Gdańsk/Sopot                | 10731     |         |
| Lubin                | Zagłębie Lubin                     | RCS Lubin                                        | ul. Odrodzenia 28b Lubin                      | 3714      |         |

## Rozgrywki

### Runda zasadnicza

#### Grupa Granatowa
awans ćwierćfinałów
     baraże o ćwierćfinał
Tabela
| Lp | Drużyna             | M  | Mecze | Mecze | Mecze | Mecze | Mecze | Bramki | Bramki | Bramki | Pkt | Uwagi |
| Lp | Drużyna             | M  | PB    | W3    | W2    | P1    | P0    | +      | -      | +/-    | Pkt | Uwagi |
| -- | ------------------- | -- | ----- | ----- | ----- | ----- | ----- | ------ | ------ | ------ | --- | ----- |
| 1  | PGE Vive Kielce     | 30 | 14    | 30    | 0     | 0     | 0     | 1168   | 741    | +427   | 104 |       |
| 2  | NMC Górnik Zabrze   | 30 | 11    | 23    | 0     | 0     | 7     | 892    | 766    | +126   | 80  |       |
| 3  | Chrobry Głogów      | 30 | 8     | 17    | 0     | 0     | 13    | 811    | 829    | −18    | 59  |       |
| 4  | MMTS Kwidzyn        | 30 | 8     | 15    | 0     | 3     | 12    | 797    | 839    | −42    | 56  |       |
| 5  | Zagłębie Lubin      | 30 | 7     | 11    | 2     | 1     | 16    | 884    | 889    | −5     | 45  |       |
| 6  | Meble Wójcik Elbląg | 30 | 5     | 7     | 0     | 0     | 23    | 709    | 858    | −149   | 26  |       |
| 7  | KPR Legionowo       | 30 | 2     | 4     | 2     | 1     | 23    | 722    | 864    | −142   | 19  |       |
| 8  | Spójnia Gdynia      | 30 | 1     | 2     | 0     | 1     | 27    | 767    | 989    | −222   | 8   |       |

Źródło: pgnig-superliga.pl (pol.)
Zasady ustalania kolejności: 1. liczba zdobytych punktów; 2.większa liczba punktów bonusowych; 3.większa różnica bramek ze wszystkich zawodów; 4. większa liczba zdobytych bramek ze wszystkich zawodów. 
Lp = pozycja; M = liczba meczów rozegranych; PB = punkty bonusowe (+1 pkt);  W3 = liczba meczów wygranych za 3 pkt; W2 = liczba meczów wygranych za 2 pkt;
 P1 = liczba meczów przegranych po dogrywce/karnych (za 1 pkt); P0 = liczba meczów przegranych bez dogrywki/karnych;
B+ = bramki zdobyte; B- = bramki stracone;  Pkt = liczba zdobytych punktów

#### Grupa Pomarańczowa
awans ćwierćfinałów
     baraże o ćwierćfinał
Tabela
| Lp | Drużyna                            | M  | Mecze | Mecze | Mecze | Mecze | Mecze | Bramki | Bramki | Bramki | Pkt | Uwagi |
| Lp | Drużyna                            | M  | PB    | W3    | W2    | P1    | P0    | +      | -      | +/-    | Pkt | Uwagi |
| -- | ---------------------------------- | -- | ----- | ----- | ----- | ----- | ----- | ------ | ------ | ------ | --- | ----- |
| 1  | Orlen Wisła Płock                  | 30 | 14    | 27    | 1     | 0     | 2     | 969    | 686    | +283   | 97  |       |
| 2  | Azoty-Puławy                       | 30 | 12    | 23    | 1     | 1     | 5     | 919    | 792    | +127   | 84  |       |
| 3  | Gwardia Opole                      | 30 | 7     | 15    | 1     | 2     | 12    | 835    | 846    | −11    | 56  |       |
| 4  | MKS Kalisz                         | 30 | 7     | 13    | 1     | 0     | 16    | 755    | 819    | −64    | 48  |       |
| 5  | Wybrzeże Gdańsk                    | 30 | 5     | 12    | 1     | 1     | 16    | 768    | 814    | −46    | 44  |       |
| 6  | Piotrkowianin Piotrków Trybunalski | 30 | 3     | 10    | 1     | 4     | 15    | 791    | 852    | −61    | 39  |       |
| 7  | Stal Mielec                        | 30 | 4     | 8     | 3     | 0     | 19    | 849    | 958    | −109   | 34  |       |
| 8  | Pogoń Szczecin                     | 30 | 4     | 7     | 3     | 2     | 18    | 745    | 839    | −94    | 33  |       |

Źródło: pgnig-superliga.pl (pol.)
Zasady ustalania kolejności: 1. liczba zdobytych punktów; 2.większa liczba punktów bonusowych; 3.większa różnica bramek ze wszystkich zawodów; 4. większa liczba zdobytych bramek ze wszystkich zawodów. 
Lp = pozycja; M = liczba meczów rozegranych; PB = punkty bonusowe (+1 pkt);  W3 = liczba meczów wygranych za 3 pkt; W2 = liczba meczów wygranych za 2 pkt;
 P1 = liczba meczów przegranych po dogrywce/karnych (za 1 pkt); P0 = liczba meczów przegranych bez dogrywki/karnych;
B+ = bramki zdobyte; B- = bramki stracone;  Pkt = liczba zdobytych punktów

Wyniki
| Gospodarz \ Gość1                  | PUL          | GLO   | OPO          | LEG          | ELB   | KAL          | KWI          | ZAB   | PLO          | KCE   | PIO          | SZC          | GDY          | MIE          | GDA          | LUB          |
| Azoty-Puławy                       |              | 27:25 | 38:35        | 29:24        | 30:19 | 27:22        | 27:18        | 25:24 | 24:24k <2:4> | 25:30 | 33:26        | 33:22        | 40:25        | 32:23        | 36:20        | 33:26        |
| Chrobry Głogów                     | 24:28        |       | 23:24        | 30:25        | 36:29 | 27:26        | 23:26        | 19:31 | 20:29        | 28:43 | 30:28        | 28:19        | 38:25        | 26:18        | 31:26        | 30:29        |
| Gwardia Opole                      | 29:33        | 23:28 |              | 26:22        | 26:19 | 28:21        | 22:23        | 27:31 | 20:32        | 21:43 | 31:22        | 26:22        | 33:24        | 37:27        | 26:26k <4:2> | 37:30        |
| KPR Legionowo                      | 22:25        | 22:31 | 21:21k <5:4> |              | 20:25 | 29:24        | 24:26        | 18:32 | 26:41        | 28:45 | 23:23k <4:3> | 25:27        | 21:20        | 31:23        | 26:31        | 21:23        |
| Meble Wójcik Elbląg                | 23:29        | 28:29 | 20:23        | 29:20        |       | 24:26        | 25:24        | 17:28 | 18:43        | 22:38 | 27:20        | 21:18        | 24:23        | 20:36        | 18:29        | 37:30        |
| MKS Kalisz                         | 30:34        | 25:29 | 31:28        | 27:25        | 25:21 |              | 19:21        | 24:32 | 19:27        | 20:36 | 25:22        | 25:16        | 22:21        | 30:27        | 25:24        | 28:24        |
| MMTS Kwidzyn                       | 32:25        | 28:31 | 26:34        | 27:24        | 27:21 | 21:21k <1:2> |              | 24:26 | 24:38        | 24:37 | 28:28k <1:4> | 32:29        | 32:27        | 38:32        | 24:22        | 33:29        |
| NMC Górnik Zabrze                  | 36:34        | 28:26 | 36:23        | 27:20        | 31:28 | 33:26        | 38:23        |       | 21:27        | 28:37 | 27:28        | 30:21        | 34:20        | 37:28        | 33:25        | 33:31        |
| Orlen Wisła Płock                  | 31:21        | 32:23 | 29:16        | 37:25        | 29:17 | 35:22        | 32:21        | 33:25 |              | 30:31 | 26:24        | 27:21        | 39:23        | 37:26        | 29:25        | 31:27        |
| PGE Vive Kielce                    | 41:29        | 46:23 | 39:28        | 40:17        | 43:25 | 37:21        | 36:21        | 33:20 | 36:30        |       | 40:24        | 40:27        | 46:27        | 41:22        | 41:24        | 32:24        |
| Piotrkowianin Piotrków Trybunalski | 28:28k <5:6> | 29:26 | 29:33        | 23:22        | 31:26 | 33:26        | 30:31        | 26:28 | 23:31        | 24:43 |              | 30:23        | 39:32        | 26:26k <0:3> | 21:25        | 29:26        |
| Pogoń Szczecin                     | 24:38        | 28:30 | 25:25k <4:2> | 28:24        | 29:24 | 28:17        | 25:20        | 20:30 | 17:33        | 29:38 | 25:25k <5:4> |              | 33:27        | 33:33k <3:4> | 22:24        | 27:27k <4:3> |
| Spójnia Gdynia                     | 26:43        | 26:29 | 30:37        | 31:34        | 32:28 | 27:34        | 22:32        | 25:28 | 22:34        | 27:46 | 26:28        | 24:18        |              | 31:35        | 18:28        | 19:33        |
| Stal Mielec                        | 26:31        | 29:17 | 40:38        | 32:28        | 26:23 | 29:34        | 37:32        | 29:35 | 22:36        | 22:39 | 28:29        | 22:33        | 38:38k <2:1> |              | 33:25        | 26:33        |
| Wybrzeże Gdańsk                    | 25:26        | 24:30 | 23:24        | 28:22        | 27:22 | 22:32        | 26:26k <5:4> | 21:26 | 26:31        | 26:32 | 29:20        | 30:25        | 27:23        | 28:26        |              | 31:30        |
| Zagłębie Lubin                     | 32:36        | 28:21 | 33:34        | 33:33k <5:4> | 30:29 | 32:28        | 29:33        | 28:24 | 21:36        | 25:39 | 28:23        | 31:31k <4:3> | 36:26        | 40:28        | 36:21        |              |

Źródło: zprp.pl (pol.)
1Drużyna gospodarzy jest wymieniona po lewej stronie tabeli.
W relacjach TV z rozgrywek krajowych PGE Vive Kielce opisywany jest jako KIE, zaś w rozgrywkach europejskich używany jest skrót KSK dla odróżenienia od zespołu THW Kiel.
W kolumnie Gospodarz \ Gość na szaro zostały zaznaczone zespoły z Grupy Pomarańczowej.
Litera k po wyniku oznacza mecz rozstrzygnięty po rzutach karnych.
Kolory: Niebieski = wygrana gospodarzy; Biały = remis; Czerwony = zwycięstwo gości.

#### Tabela zbiorcza po rundzie zasadniczej
| Lp | Drużyna                            | M  | Mecze | Mecze | Mecze | Mecze | Mecze | Bramki | Bramki | Bramki | Pkt | Uwagi |
| Lp | Drużyna                            | M  | PB    | W3    | W2    | P1    | P0    | +      | -      | +/-    | Pkt | Uwagi |
| -- | ---------------------------------- | -- | ----- | ----- | ----- | ----- | ----- | ------ | ------ | ------ | --- | ----- |
| 1  | PGE Vive Kielce                    | 30 | 14    | 30    | 0     | 0     | 0     | 1168   | 741    | +427   | 104 |       |
| 2  | Orlen Wisła Płock                  | 30 | 14    | 27    | 1     | 0     | 2     | 969    | 686    | +283   | 97  |       |
| 3  | Azoty-Puławy                       | 30 | 12    | 23    | 1     | 1     | 5     | 919    | 792    | +127   | 84  |       |
| 4  | NMC Górnik Zabrze                  | 30 | 11    | 23    | 0     | 0     | 7     | 892    | 766    | +126   | 80  |       |
| 5  | Chrobry Głogów                     | 30 | 8     | 17    | 0     | 0     | 13    | 811    | 829    | −18    | 59  |       |
| 6  | MMTS Kwidzyn                       | 30 | 8     | 15    | 0     | 3     | 12    | 797    | 839    | −42    | 56  |       |
| 7  | Gwardia Opole                      | 30 | 7     | 15    | 1     | 2     | 12    | 835    | 846    | −11    | 56  |       |
| 8  | MKS Kalisz                         | 30 | 7     | 13    | 1     | 0     | 16    | 755    | 819    | −64    | 48  |       |
| 9  | Zagłębie Lubin                     | 30 | 7     | 11    | 2     | 1     | 16    | 884    | 889    | −5     | 45  |       |
| 10 | Wybrzeże Gdańsk                    | 30 | 5     | 12    | 1     | 1     | 16    | 768    | 814    | −46    | 44  |       |
| 11 | Piotrkowianin Piotrków Trybunalski | 30 | 3     | 10    | 1     | 4     | 15    | 791    | 852    | −61    | 39  |       |
| 12 | Stal Mielec                        | 30 | 4     | 8     | 3     | 0     | 19    | 849    | 958    | −109   | 34  |       |
| 13 | Pogoń Szczecin                     | 30 | 4     | 7     | 3     | 2     | 18    | 745    | 839    | −94    | 33  |       |
| 14 | Meble Wójcik Elbląg                | 30 | 5     | 7     | 0     | 0     | 23    | 709    | 858    | −149   | 26  |       |
| 15 | KPR Legionowo                      | 30 | 2     | 4     | 2     | 1     | 23    | 722    | 864    | −142   | 19  |       |
| 16 | Spójnia Gdynia                     | 30 | 1     | 2     | 0     | 1     | 27    | 767    | 989    | −222   | 8   |       |

Źródło: pgnig-superliga.pl (pol.)
Zasady ustalania kolejności: 1. liczba zdobytych punktów; 2.większa liczba punktów bonusowych; 3.większa różnica bramek ze wszystkich zawodów; 4. większa liczba zdobytych bramek ze wszystkich zawodów. 
Lp = pozycja; M = liczba meczów rozegranych; PB = punkty bonusowe (+1 pkt);  W3 = liczba meczów wygranych za 3 pkt; W2 = liczba meczów wygranych za 2 pkt;
 P1 = liczba meczów przegranych po dogrywce/karnych (za 1 pkt); P0 = liczba meczów przegranych bez dogrywki/karnych;
B+ = bramki zdobyte; B- = bramki stracone;  Pkt = liczba zdobytych punktów

#### Baraże o rundę finałową „Dziką Kartę”
| Drużyna 1                            | Wynik dwumeczu | Drużyna 2    | Pierwszy mecz | Drugi mecz |
| ------------------------------------ | -------------- | ------------ | ------------- | ---------- |
| Wybrzeże Gdańsk                      | 55:53          | MMTS Kwidzyn | 30:23         | 25:30      |
| Zagłębie Lubin                       | 51:62          | MKS Kalisz   | 27:26         | 24:36      |
| Po lewej gospodarz pierwszego meczu. |                |              |               |            |

Wyniki
| 21 kwietnia 201813:00 | Wybrzeże Gdańsk       | 30:23(15:11) | MMTS Kwidzyn   | Ergo Arena, Gdańsk/Sopot Widzów: 1150 Sędzia: Dariusz Mroczkowski, Jakub Mroczkowski (Sierpc) |
| 21 kwietnia 201813:00 | Wojciech Prymlewicz 8 | 30:23(15:11) | 7 Michał Peret | Ergo Arena, Gdańsk/Sopot Widzów: 1150 Sędzia: Dariusz Mroczkowski, Jakub Mroczkowski (Sierpc) |
| 21 kwietnia 201813:00 | 6× · 3× · 1×          | 30:23(15:11) | 4× · 3×        | Ergo Arena, Gdańsk/Sopot Widzów: 1150 Sędzia: Dariusz Mroczkowski, Jakub Mroczkowski (Sierpc) |

| 22 kwietnia 201813:00 | Zagłębie Lubin     | 27:26(14:10) | MKS Kalisz       | gospodarz Widzów: 402 Sędzia: Marek Baranowski (Warszawa) Bogdan Lemanowicz (Łąck) |
| 22 kwietnia 201813:00 | Arkadiusz Moryto 7 | 27:26(14:10) | 9 Kirył Kniazieu | gospodarz Widzów: 402 Sędzia: Marek Baranowski (Warszawa) Bogdan Lemanowicz (Łąck) |
| 22 kwietnia 201813:00 | 5× · 3× · 1×       | 27:26(14:10) | 5× · 3×          | gospodarz Widzów: 402 Sędzia: Marek Baranowski (Warszawa) Bogdan Lemanowicz (Łąck) |

| 24 kwietnia 201818:30 | MMTS Kwidzyn                        | 30:25(12:15) | Wybrzeże Gdańsk                         | gospodarz Widzów: 900 Sędzia: Jakub Jerlecki, Maciej Łabuń (Szczecin) |
| 24 kwietnia 201818:30 | Andrzej Kryński 6 Michał Potoczny 6 | 30:25(12:15) | 6 Wojciech Prymlewicz 6 Łukasz Rogulski | gospodarz Widzów: 900 Sędzia: Jakub Jerlecki, Maciej Łabuń (Szczecin) |
| 24 kwietnia 201818:30 | 4× · 3× · 1×                        | 30:25(12:15) | 4× · 4×                                 | gospodarz Widzów: 900 Sędzia: Jakub Jerlecki, Maciej Łabuń (Szczecin) |

| 25 kwietnia 201818:30 | MKS Kalisz    | 36:24(16:9) | Zagłębie Lubin   | gospodarz Widzów: 2300 Sędzia: Krzysztof Bąk, Kamil Ciesielski (Zielona Góra) |
| 25 kwietnia 201818:30 | Michał Drej 8 | 36:24(16:9) | 7 Marcel Sroczyk | gospodarz Widzów: 2300 Sędzia: Krzysztof Bąk, Kamil Ciesielski (Zielona Góra) |
| 25 kwietnia 201818:30 | 8× · 3×       | 36:24(16:9) | 7× · 3×          | gospodarz Widzów: 2300 Sędzia: Krzysztof Bąk, Kamil Ciesielski (Zielona Góra) |

### Runda finałowa
|  | Ćwierćfinały      | Ćwierćfinały | Ćwierćfinały | Ćwierćfinały |  |  | Półfinały         | Półfinały | Półfinały | Półfinały |  |  |  | Finały            | Finały | Finały | Finały |
|  |                   |              |              |              |  |  |                   |           |           |           |  |  |  |                   |        |        |        |
|  | Nazwa zespołu     | Stan         | M1           | M2           |  |  | Nazwa zespołu     | Stan      | M1        | M2        |  |  |  | Nazwa zespołu     | Stan   | M1     | M2     |
|  |                   |              |              |              |  |  |                   |           |           |           |  |  |  |                   |        |        |        |
|  |                   |              |              |              |  |  |                   |           |           |           |  |  |  |                   |        |        |        |
|  | PGE Vive Kielce   | 2            | 35           | 43           |  |  |                   |           |           |           |  |  |  |                   |        |        |        |
|  | MKS Kalisz        | 0            | 21           | 22           |  |  |                   |           |           |           |  |  |  |                   |        |        |        |
|  |                   |              |              |              |  |  | PGE Vive Kielce   | 2         | 37        | 35        |  |  |  |                   |        |        |        |
|  |                   |              |              |              |  |  | Azoty-Puławy      | 0         | 27        | 34        |  |  |  |                   |        |        |        |
|  | Azoty-Puławy      | 1            | 28           | 24           |  |  |                   |           |           |           |  |  |  |                   |        |        |        |
|  | Chrobry Głogów    | 0            | 25           | 24           |  |  |                   |           |           |           |  |  |  |                   |        |        |        |
|  |                   |              |              |              |  |  |                   |           |           |           |  |  |  | PGE Vive Kielce   | 2      | 33     | 33     |
|  |                   |              |              |              |  |  |                   |           |           |           |  |  |  | Orlen Wisła Płock | 0      | 28     | 29     |
|  | NMC Górnik Zabrze | 1            | 24           | 25           |  |  |                   |           |           |           |  |  |  |                   |        |        |        |
|  | Gwardia Opole     | 1            | 28           | 23           |  |  |                   |           |           |           |  |  |  |                   |        |        |        |
|  |                   |              |              |              |  |  | Gwardia Opole     | 1         | 33        | 21        |  |  |  |                   |        |        |        |
|  |                   |              |              |              |  |  | Orlen Wisła Płock | 1         | 32        | 33        |  |  |  |                   |        |        |        |
|  | Orlen Wisła Płock | 2            | 36           | 37           |  |  |                   |           |           |           |  |  |  | Azoty-Puławy      | 2      | 30     | 31     |
|  | Wybrzeże Gdańsk   | 0            | 25           | 32           |  |  |                   |           |           |           |  |  |  | Gwardia Opole     | 0      | 28     | 26     |

#### Ćwierćfinały
| 28 kwietnia 201813:00 | Chrobry Głogów | 25:28(12:14) | Azoty-Puławy         | gospodarz Widzów: 800 Sędzia: Bartosz Leszczyński, Marcin Piechota (Płock) |
| 28 kwietnia 201813:00 | Adam Babicz 10 | 25:28(12:14) | 10 Wojciech Gumiński | gospodarz Widzów: 800 Sędzia: Bartosz Leszczyński, Marcin Piechota (Płock) |
| 28 kwietnia 201813:00 | 3× · 3×        | 25:28(12:14) | 4× · 3×              | gospodarz Widzów: 800 Sędzia: Bartosz Leszczyński, Marcin Piechota (Płock) |

| 29 kwietnia 201813:00 | Gwardia Opole | 28:24(13:11) | NMC Górnik Zabrze                                     | gospodarz Widzów: 1500 Sędzia: Korneliusz Habierski, Grzegorz Skrobak (Głogów) |
| 29 kwietnia 201813:00 | Karol Siwak 6 | 28:24(13:11) | 5 Iso Slujters 5 Aleksandr Buszkow 5 Michał Adamuszek | gospodarz Widzów: 1500 Sędzia: Korneliusz Habierski, Grzegorz Skrobak (Głogów) |
| 29 kwietnia 201813:00 | 5× · 3×       | 28:24(13:11) | 5× · 4×                                               | gospodarz Widzów: 1500 Sędzia: Korneliusz Habierski, Grzegorz Skrobak (Głogów) |

| 1 maja 201818:30 | MKS Kalisz       | 21:35(10:18) | PGE Vive Kielce      | gospodarz Widzów: 2888 Sędzia: Łukasz Kamrowski (Cedry Wielkie) Piotr Wojdyr (Gdańsk) |
| 1 maja 201818:30 | Bartosz Wojdak 6 | 21:35(10:18) | 5 Mateusz Jachlewski | gospodarz Widzów: 2888 Sędzia: Łukasz Kamrowski (Cedry Wielkie) Piotr Wojdyr (Gdańsk) |
| 1 maja 201818:30 | 3× · 3×          | 21:35(10:18) | 3× · 2×              | gospodarz Widzów: 2888 Sędzia: Łukasz Kamrowski (Cedry Wielkie) Piotr Wojdyr (Gdańsk) |

| 2 maja 201818:30 | Wybrzeże Gdańsk                                          | 25:36(15:18) | Orlen Wisła Płock | gospodarz Widzów: 1200 Sędzia: Michał Orzech, Robert Orzech (Brodnica) |
| 2 maja 201818:30 | Wojciech Prymlewicz 5 Adrian Kondratiuk 5 Paweł Salacz 5 | 25:36(15:18) | 9 Igor Žabič      | gospodarz Widzów: 1200 Sędzia: Michał Orzech, Robert Orzech (Brodnica) |
| 2 maja 201818:30 | 6× · 3× · 1×                                             | 25:36(15:18) | 6× · 3×           | gospodarz Widzów: 1200 Sędzia: Michał Orzech, Robert Orzech (Brodnica) |

| 5 maja 201813:00 | Azoty-Puławy  | 24:24(10:11) | Chrobry Głogów  | gospodarz Widzów: 650 Sędzia: Andrzej Chrzan, Michał Janas (Tarnów) |
| 5 maja 201813:00 | Marko Panić 7 | 24:24(10:11) | 8 Marek Świtała | gospodarz Widzów: 650 Sędzia: Andrzej Chrzan, Michał Janas (Tarnów) |
| 5 maja 201813:00 | 5× · 2×       | 24:24(10:11) | 4× · 3×         | gospodarz Widzów: 650 Sędzia: Andrzej Chrzan, Michał Janas (Tarnów) |

| 6 maja 201813:00 | NMC Górnik Zabrze                                         | 25:23(14:14) | Gwardia Opole | gospodarz Widzów: 800 Sędzia: Andrzej Kierczak (Michałowice) Tomasz Wrona (Kraków) |
| 6 maja 201813:00 | Iso Slujters 4 Michał Adamuszek 4 Aleksander Tatarincew 4 | 25:23(14:14) | 5 Karol Siwak | gospodarz Widzów: 800 Sędzia: Andrzej Kierczak (Michałowice) Tomasz Wrona (Kraków) |
| 6 maja 201813:00 | 4× · 3×                                                   | 25:23(14:14) | 7× · 3×       | gospodarz Widzów: 800 Sędzia: Andrzej Kierczak (Michałowice) Tomasz Wrona (Kraków) |

| 8 maja 201820:15 | PGE Vive Kielce  | 43:22(22:10) | MKS Kalisz       | gospodarz Widzów: 1300 Sędzia: Michał Fabryczny (Mysłowice) Jakub Rawicki (Katowice) |
| 8 maja 201820:15 | Karol Bielecki 9 | 43:22(22:10) | 5 Kirył Kniazieu | gospodarz Widzów: 1300 Sędzia: Michał Fabryczny (Mysłowice) Jakub Rawicki (Katowice) |
| 8 maja 201820:15 | 3× · 2×          | 43:22(22:10) | 3× · 2×          | gospodarz Widzów: 1300 Sędzia: Michał Fabryczny (Mysłowice) Jakub Rawicki (Katowice) |

| 9 maja 201820:15 | Orlen Wisła Płock | 37:32(17:13) | Wybrzeże Gdańsk  | gospodarz Widzów: 1200 Sędzia: Andrzej Gratunik (Zielona Góra) Mariusz Wołowicz (Wtórek) |
| 9 maja 201820:15 | Igor Žabič 9      | 37:32(17:13) | 6 Mateusz Wróbel | gospodarz Widzów: 1200 Sędzia: Andrzej Gratunik (Zielona Góra) Mariusz Wołowicz (Wtórek) |
| 9 maja 201820:15 | 3× · 3× · 1×      | 37:32(17:13) | 3× · 3× · 1×     | gospodarz Widzów: 1200 Sędzia: Andrzej Gratunik (Zielona Góra) Mariusz Wołowicz (Wtórek) |

#### Półfinały
| 15 maja 201820:15 | Gwardia Opole      | 33:32(16:14) | Orlen Wisła Płock | gospodarz Widzów: 2800 Sędzia: Filip Fahner, Łukasz Kubis (Głogów) |
| 15 maja 201820:15 | Antoni Łangowski 8 | 33:32(16:14) | 10 Michał Daszek  | gospodarz Widzów: 2800 Sędzia: Filip Fahner, Łukasz Kubis (Głogów) |
| 15 maja 201820:15 | 5× · 3×            | 33:32(16:14) | 4× · 3×           | gospodarz Widzów: 2800 Sędzia: Filip Fahner, Łukasz Kubis (Głogów) |

| 16 maja 201818:30 | Azoty-Puławy         | 27:37(10:20) | PGE Vive Kielce | gospodarz Widzów: 700 Sędzia: Korneliusz Habierski, Grzegorz Skrobak (Głogów) |
| 16 maja 201818:30 | Patryk Kuchczyński 7 | 27:37(10:20) | 8 Darko Đukić   | gospodarz Widzów: 700 Sędzia: Korneliusz Habierski, Grzegorz Skrobak (Głogów) |
| 16 maja 201818:30 | 4× · 3×              | 27:37(10:20) | 5× · 3×         | gospodarz Widzów: 700 Sędzia: Korneliusz Habierski, Grzegorz Skrobak (Głogów) |

| 19 maja 201813:00 | Orlen Wisła Płock  | 33:21(17:10) | Gwardia Opole       | gospodarz Widzów: 1025 Sędzia: Łukasz Kamrowski (Cedry Wielkie) Piotr Wojdyr (Gdańsk) |
| 19 maja 201813:00 | Dan-Emil Racoțea 6 | 33:21(17:10) | 4 Przemysław Zadura | gospodarz Widzów: 1025 Sędzia: Łukasz Kamrowski (Cedry Wielkie) Piotr Wojdyr (Gdańsk) |
| 19 maja 201813:00 | 6× · 3×            | 33:21(17:10) | 7× · 3× · 1×        | gospodarz Widzów: 1025 Sędzia: Łukasz Kamrowski (Cedry Wielkie) Piotr Wojdyr (Gdańsk) |

| 20 maja 201813:00 | PGE Vive Kielce                | 35:34(15:18) | Azoty-Puławy      | gospodarz Widzów: 2500 Sędzia: Sebastian Pelc, Jakub Pretzlaf (Rzeszów) |
| 20 maja 201813:00 | Karol Bielecki 5 Dean Bombač 5 | 35:34(15:18) | 7 Paweł Podsiadło | gospodarz Widzów: 2500 Sędzia: Sebastian Pelc, Jakub Pretzlaf (Rzeszów) |
| 20 maja 201813:00 | 8× · 4×                        | 35:34(15:18) | 8× · 4× · 2×      | gospodarz Widzów: 2500 Sędzia: Sebastian Pelc, Jakub Pretzlaf (Rzeszów) |

#### Mecz o 3. miejsce
| 29 maja 201820:15 | Gwardia Opole      | 28:30(17:13) | Azoty-Puławy  | gospodarz Widzów: 2500 Sędzia: Andrzej Chrzan, Michał Janas (Tarnów) |
| 29 maja 201820:15 | Antoni Łangowski 9 | 28:30(17:13) | 8 Marko Panić | gospodarz Widzów: 2500 Sędzia: Andrzej Chrzan, Michał Janas (Tarnów) |
| 29 maja 201820:15 | 4× · 2× · 1×       | 28:30(17:13) | 4× · 3×       | gospodarz Widzów: 2500 Sędzia: Andrzej Chrzan, Michał Janas (Tarnów) |

| 2 czerwca 201816:00 | Azoty-Puławy                    | 31:26(14:12) | Gwardia Opole       | gospodarz Widzów: 800 Sędzia: Dariusz Mroczkowski, Jakub Mroczkowski (Sierpc) |
| 2 czerwca 201816:00 | Bartosz Jurecki 7 Marko Panić 7 | 31:26(14:12) | 6 Przemysław Zadura | gospodarz Widzów: 800 Sędzia: Dariusz Mroczkowski, Jakub Mroczkowski (Sierpc) |
| 2 czerwca 201816:00 | 1× · 3×                         | 31:26(14:12) | 5× · 3×             | gospodarz Widzów: 800 Sędzia: Dariusz Mroczkowski, Jakub Mroczkowski (Sierpc) |

#### Finał
| 30 maja 201820:15 | Orlen Wisła Płock | 28:33(11:15) | PGE Vive Kielce  | gospodarz Widzów: 4000 Sędzia: Jakub Jerlecki, Maciej Łabuń (Szczecin) |
| 30 maja 201820:15 | Igor Žabič 6      | 28:33(11:15) | 7 Michał Jurecki | gospodarz Widzów: 4000 Sędzia: Jakub Jerlecki, Maciej Łabuń (Szczecin) |
| 30 maja 201820:15 | 2× · 3×           | 28:33(11:15) | 6× · 3×          | gospodarz Widzów: 4000 Sędzia: Jakub Jerlecki, Maciej Łabuń (Szczecin) |

| 3 czerwca 201816:00 | PGE Vive Kielce   | 33:29(13:14) | Orlen Wisła Płock                                                                      | gospodarz Widzów: 4200 Sędzia: Krzysztof Bąk, Kamil Ciesielski (Zielona Góra) |
| 3 czerwca 201816:00 | Alex Dujshebaev 7 | 33:29(13:14) | 4 Michał Daszek 4 José Guilherme De Toledo 4 Lovro Mihić 4 Gilberto Duarte 4 Šime Ivić | gospodarz Widzów: 4200 Sędzia: Krzysztof Bąk, Kamil Ciesielski (Zielona Góra) |
| 3 czerwca 201816:00 | 7× · 3×           | 33:29(13:14) | 9× · 3× · 1×                                                                           | gospodarz Widzów: 4200 Sędzia: Krzysztof Bąk, Kamil Ciesielski (Zielona Góra) |

## Klasyfikacja końcowa
| Miejsce | Drużyna                            | Uwagi         |
| ------- | ---------------------------------- | ------------- |
| złoto   | PGE Vive Kielce                    | Liga Mistrzów |
| srebro  | Orlen Wisła Płock                  | Puchar EHF    |
| brąz    | Azoty-Puławy                       | Puchar EHF    |
| 4.      | Gwardia Opole                      | Puchar EHF    |
| 5.      | NMC Górnik Zabrze                  |               |
| 6.      | Chrobry Głogów                     |               |
| 7.      | MKS Kalisz                         |               |
| 8.      | Wybrzeże Gdańsk                    |               |
| 9.      | MMTS Kwidzyn                       |               |
| 10.     | Zagłębie Lubin                     |               |
| 11.     | Piotrkowianin Piotrków Trybunalski |               |
| 12.     | Stal Mielec                        |               |
| 13.     | Pogoń Szczecin                     |               |
| 14.     | Meble Wójcik Elbląg                |               |
| 15.     | KPR Legionowo                      |               |
| 16.     | Spójnia Gdynia                     |               |

## Klasyfikacje indywidualne

### Klasyfikacja strzelców
Klasyfikacja obejmuje wszystkie mecze: rundy zasadniczej, baraże i rundy finałowej. Tytuł Króla strzelców został przyznany po rundzie zasadniczej i zdobył go Arkadiusz Moryto reprezentujący Zagłębie Lubin.
| Lp. | Bramki | Mecze | Skuteczność | Zawodnik           | Drużyna             |
| --- | ------ | ----- | ----------- | ------------------ | ------------------- |
| 1.  | 227    | 30    | 71,84%      | Arkadiusz Moryto   | Zagłębie Lubin      |
| 2.  | 182    | 35    | 73,09%      | Patryk Mauer       | Gwardia Opole       |
| 3.  | 175    | 29    | 47,43%      | Kacper Adamski     | KPR Legionowo       |
| 4.  | 166    | 34    | 60,58%      | Marko Panić        | Azoty-Puławy        |
| 5.  | 158    | 30    | 73,15%      | Bartłomiej Tomczak | NMC Górnik Zabrze   |
| 6.  | 154    | 34    | 61,60%      | Kirył Kniazieu     | MKS Kalisz          |
| 7.  | 151    | 30    | 82,42%      | Manuel Štrlek      | PGE Vive Kielce     |
| 8.  | 150    | 30    | 53,38%      | Jakub Moryń        | Meble Wójcik Elbląg |
| 8.  | 150    | 33    | 75,38%      | Łukasz Rogulski    | Wybrzeże Gdańsk     |
| 10. | 149    | 34    | 67,73%      | Valentin Ghionea   | Orlen Wisła Płock   |

W przypadku identycznej liczby zdobytych bramek wyższe miejsce zajmuje zawodnik, który zdobył je w mniejszej liczbie meczów.

### Klasyfikacja bramkarzy
| Lp. | Zawodnik           | Drużyna                            | Ogółem      | Ogółem          | Ogółem          | W tym: rzuty karne | W tym: rzuty karne | W tym: rzuty karne |
| Lp. | Zawodnik           | Drużyna                            | Skuteczność | Obronione rzuty | Stracone bramki | Skuteczność        | Obronione rzuty    | Stracone bramki    |
| --- | ------------------ | ---------------------------------- | ----------- | --------------- | --------------- | ------------------ | ------------------ | ------------------ |
| 1.  | Ádám Borbély       | Orlen Wisła Płock                  | 35,75%      | 128             | 230             | 29,73%             | 11                 | 26                 |
| 2.  | Sławomir Szmal     | PGE Vive Kielce                    | 35,40%      | 217             | 396             | 15,38%             | 6                  | 33                 |
| 3.  | Martin Galia       | NMC Górnik Zabrze                  | 34,25%      | 212             | 407             | 22,58%             | 14                 | 48                 |
| 4.  | Adam Morawski      | Orlen Wisła Płock                  | 34,21%      | 199             | 377             | 18,75%             | 9                  | 39                 |
| 5.  | Vadim Bogdanov     | Azoty-Puławy                       | 33,63%      | 267             | 527             | 23,26%             | 20                 | 66                 |
| 6.  | Partyk Wiącek      | Zagłębie Lubin                     | 33,33%      | 7               | 14              | 33,33%             | 1                  | 2                  |
| 7.  | Daniel Dupjachanec | Azoty-Puławy                       | 33,11%      | 49              | 99              | 27,27%             | 6                  | 16                 |
| 8.  | Mateusz Kornecki   | NMC Górnik Zabrze                  | 32,25%      | 168             | 353             | 19,15%             | 9                  | 38                 |
| 9.  | Rafał Stachera     | Chrobry Głogów                     | 32,02%      | 235             | 499             | 14,81%             | 8                  | 46                 |
| 10. | Damian Procho      | Piotrkowianin Piotrków Trybunalski | 31,93%      | 174             | 371             | 31,15%             | 19                 | 42                 |

W przypadku identycznej ogólnej skuteczności wyższe miejsce zajmuje bramkarz, który miał lepszą skuteczność w rzutach karnych.
Stan na 3 czerwca 2018 po zakończeniu rozgrywek.
Źródło: Statystyki STATSCORE

## „Gladiatorzy” Superligi
Podobnie jak w poprzednim sezonie PGNiG Superliga ogłosiła wręczenie nagród „Gladiatorzy”. W dniu 20 maja 2018 zebrała się kapituła w składzie
- Justyna Woja - PGNiG Superliga
- Jan Korczak-Mleczko - ZPRP
- Darek Matyja - Czwórka Polskie Radio
- Artur Kwiatkowski - zapinamypasy.pl
- Marek Skorupski - Handball Polska
- Krzysztof Bandych - nc+
- Wojciech Osiński - Przegląd Sportowy
- Sylwia Michałowska - TVP Sport
- Wojciech Staniec - handballnews
- Kamil Kołsut - WP Sportowe Fakty
- Artur Niesłuchowski - Summer Superliga

która ogłosiła zawodników nominowanych w poszczególnych kategoriach.

### Nominacje
Zawodnik sezonu
- Adam Malcher - Gwardia Opole
- Alex Dujshebaev - PGE Vive Kielce
- Marko Panić - Azoty-Puławy
- Martin Galia - NMC Górnik Zabrze
- Gilberto Duarte - Orlen Wisła Płock

Trener sezonu
- Rafał Kuptel - Gwardia Opole
- Rastislav Trtik - NMC Górnik Zabrze
- Tałant Dujszebajew - PGE Vive Kielce

Odkrycie sezonu
- Patryk Mauer - Gwardia Opole
- Jakub Moryń - Meble Wójcik Elbląg
- Kacper Adamski - KPR Legionowo

Bramkarz sezonu
- Adam Malcher - Gwardia Opole
- Martin Galia - NMC Górnik Zabrze
- Adam Morawski - Orlen Wisła Płock

Obrońca sezonu
- Mateusz Jachlewski - PGE Vive Kielce
- Gilberto Duarte - Orlen Wisła Płock
- Marko Mamić - PGE Vive Kielce

Środkowy rozgrywający sezonu
- Dean Bombač - PGE Vive Kielce
- Kamil Mokrzki - Gwardia Opole
- Jakub Moryń - Meble Wójcik Elbląg

Boczny rozgrywający sezonu
- Alex Dujshebaev - PGE Vive Kielce
- Marek Szpera - MKS Kalisz
- Marko Panić - Azoty-Puławy
- Iso Sluijters - NMC Górnik Zabrze
- Gilberto Duarte - Orlen Wisła Płock

Skrzydłowy sezonu
- Arkadiusz Moryto - Zagłębie Lubin
- Michał Daszek - Orlen Wisła Płock
- Bartłomiej Tomczak - NMC Górnik Zabrze
- Blaž Janc - PGE Vive Kielce
- Manuel Štrlek - PGE Vive Kielce

Obrotowy sezonu
- Julen Aginagalde - PGE Vive Kielce
- Łukasz Rogulski - Wybrzeże Gdańsk
- Bartosz Jurecki - Azoty-Puławy

### Zasady wyboru
W dniach 21 maja - 1 czerwca 2018 trenerzy i zawodnicy PGNiG Superligi oddawali swoje głosy na poszczególnych zawodników/trenerów, zaś w kategorii Odkrycie roku zostało przeprowadzone głosowanie internetowe.

### Nagrodzeni
Nagrodzeni zostali ogłoszeni w dniu 3 czerwca 2018 bezpośrednio po drugim meczu finałowym o Mistrzostwo Polski:
- Król strzelców[44]: Arkadiusz Moryto - Zagłębie Lubin
- Odkrycie sezonu: Patryk Mauer - Gwardia Opole
- Obrońca sezonu: Mateusz Jachlewski - PGE Vive Kielce
- Bramkarz sezonu: Adam Malcher - Gwardia Opole
- Boczny rozgrywający sezonu: Alex Dujshebaev - PGE Vive Kielce
- Środkowy rozgrywający sezonu: Dean Bombač - PGE Vive Kielce
- Obrotowy sezonu: Bartosz Jurecki - Azoty-Puławy
- Skrzydłowy sezonu: Arkadiusz Moryto - Zagłębie Lubin
- Trener sezonu: Rafał Kuptel - Gwardia Opole
- Zawodnik sezonu: Adam Malcher - Gwardia Opole

## Niebieskie kartki
Następujący zawodnicy otrzymali  bez zawieszenia na co najmniej jeden mecz:
- Michał Peret[45][46] w meczu rundy zasadniczej Wybrzeże Gdańsk – MMTS Kwidzyn
- Kamil Krieger w meczu barażowym o „Dziką Kartę” MMTS Kwidzyn - Wybrzeże Gdańsk

Następujący zawodnicy otrzymali  z zawieszeniem na co najmniej jeden mecz:
- Dawid Dawydzik w meczu rundy zasadniczej Pogoń Szczecin – Zagłębie Lubin - zawieszenie na jeden mecz[47]
- Adrian Nogowski w meczu rundy zasadniczej KPR Legionowo – MMTS Kwidzyn - zawieszenie na jeden mecz[47]